# Cavareno
Cavareno település Olaszországban, Trento megyében. Lakosainak száma 1122 fő (2023. január 1.). Cavareno Amblar-Don, Caldaro sulla Strada del Vino, Romeno, Sarnonico és Ruffré-Mendola községekkel határos.

## Népesség
A település népességének változása:
| Lakosok száma | 1078 | 1074 | 1122 |
|               | 2017 | 2018 | 2023 |